# Самборская городская община
Самборская городская общи́на (укр. Самбірська міська громада) — территориальная община в Самборском районе Львовской области Украины.
Административный центр — город Самбор.
Население составляет 37 254 человека. Площадь — 44,2 км².

## Населённые пункты
В состав общины входит 1 город (Самбор) и 4 села:
- Белоки
- Ваневичи
- Дубровка
- Стрелковичи